# Jimmie Nicol
James George Nicol (Londres, Inglaterra; 3 de agosto de 1939), mundialmente conocido como Jimmie Nicol, es un músico británico que ganó fama al convertirse en el baterista de la banda de rock The Beatles por un breve lapso, mientras el baterista Ringo Starr se recuperaba de amigdalitis en 1964.
Durante este período Jimmie actuó en 8 conciertos agendados con antelación.
Proveniente de un origen relativamente obscuro a la fama Beatle, Nicol esperaba que su actuación le prodigaría fama y fortuna, pero no fue así, por lo que enfrentó una situación de bancarrota en 1965. Posteriormente se enroló en otras bandas como los Spotnicks para finalmente abandonar el negocio de la música en 1967, emprendiendo diversas actividades. Después rechazaría hablar sobre su breve estadía en The Beatles. Tuvo un hijo, Howard, ganador del premio BAFTA por su labor como ingeniero de sonido.

## Inicios
La primera oportunidad profesional como baterista le llegó a Jimmy en 1957 cuando fue invitado a unirse a la Banda de Colin Hicks And His Cabin Boys (Colin es hermano menor del cantante Tommy Steele), al ser descubierto por su mánager de entonces John Kennedy, actuando con varias bandas en el café-bar The 2i's Coffe Bar. Llegaron a ser populares en Italia y viajaron extensamente por ese país. Nicol vino a participar entonces con una gran cantidad de artistas a principios de los 60s por mencionar Vince Eager, Oscar Rabin, Cyril Stapleton y Charlie Katz. Nicol señala al baterista Phil Seamen y al saxofonista Cannonball Adderley como sus principales influencias.
En 1964 Nicol ayudó a formar a los Shubdubs (quienes incluían al ex-Merseybeat Bob Garner) con una línea de jazz similar a la de Georgie Fame and the Blue Fames, un grupo con quienes también colaboró cuando fueron banda residente del London's Flamingo Club. Otros miembros de los Shubdubs fueron: Tonny Allen(cantante), Johnny Harris (trompeta), Quincy Davis (saxofón tenor) y Roger Coulam (Órgano). Fue en ese punto, cuando recibió una llamada telefónica de George Martin, productor de The Beatles.  Nicol rememora: "Estaba acostado descansando un poquito, después de comer, cuando el teléfono sonó".

## Con Los Beatles
Cuando Ringo Starr colapsó y fue hospitalizado el 3 de junio de 1964 con Amigdalitis, en víspera de la gira por Australia y Asia de The Beatles, Brian Epstein y su productor discográfico George Martin discutieron urgentemente acerca de la posibilidad de usar un baterista de reemplazo en lugar de cancelar parte de la gira. Martin sugirió apoyarse en Jimmie Nicol ya que venía de grabar una sesión con Tommy Quickly. Nicol también había participado en la grabación de un álbum titulado "Beatlemanía" grabado por un grupo de sesión llamado The KoppyKats, así que conocía perfectamente las canciones. Aunque John y Paul aceptaron la idea; George tuvo que ser persuadido ya que inicialmente declaró: "Si Ringo no va, entonces tampoco yo. Pueden encontrar 2 reemplazos". Tony Barrow, quien fungía como oficial de prensa de The Beatles comenta: "Brian lo vio como el menor de dos males; cancelar la gira y provocar el malestar de miles de fanáticos o continuar y provocar el malestar de Los Beatles". Todo ocurrió muy rápido, a partir de una llamada a la casa de Nicol ubicada al oeste de Londres invitándole para acudir a una audición-sesión-ensayo en Abbey Road Studios para que ahí mismo y ese mismo día empacara sus cosas. Un reportero cuestionó a John Lennon sobre por qué no le habían dado la oportunidad a Pete Best de reemplazar a Ringo, a lo que John respondió: "Él tiene su propio grupo [Pete Best & the All Stars], y puede interpretarse como si le regresaramos de nuevo, lo cual no es bueno para él"
El primer concierto de Nicol al lado de The Beatles tuvo lugar solo 27 horas después el 4 de junio en el KB Hallen en Copenhague, Dinamarca. Se cortó el pelo a la usanza Beatle en aquellos años (moptop) y usó el traje de Ringo (a pesar de que los pantalones le quedaron cortos) y entró al escenario ocupado por una audiencia de 4500 fanáticos de los Beatles. McCartney recuerda divertido:" Él estaba sentado en esa tribuna sólo mirando a todas las mujeres", comenzamos con "She Loves You (Ella te ama)": One two, -nada-, One two y -todavía nada!, la actuación se redujo a sólo diez temas ya que excluía las canciones que cantaba Ringo. Paul le envió un telegrama a Ringo bromeando irónicamente diciendo: "Apúrate y alíviate pronto Ringo, Jimmy está usando todos tus trajes". Comentando después sobre la cautivadora naturaleza de su breve celebridad, Nicol reflexionaba: "Un día antes de ser un Beatle, las chicas no se interesaban en mí, para nada. Un día después, con el traje y el corte de pelo Beatle subiendo a la limusina con John, Paul y George, todas morían por tocarme, era muy extraño y un poco aterrador". Jimmie fue capaz de arrojar luz sobre como los chicos pasaban el tiempo entre shows: "Pensé que podría beber y tener mujeres hasta que me enrolé con éstos muchachos". En los Países Bajos, Nicol y Lennon supuestamente pasaron una noche entera en un burdel. Lennon dijo: "Cuando tocamos ciudad, pegamos; no había donde orinar. Hay fotografías mías arrastrándome en Ámsterdam de rodillas saliendo de casas de prostitución y esas cosas. La policía me acompañó a los lugares, porque nunca desearon un escándalo". Los Beatles estaban convirtiéndose en prisioneros de su creciente fama, por pasar la mayor parte de su tiempo libre recluidos en sus suites en los hoteles donde se alojaban. Pero Nicol descubrió que más allá de actuar como un Beatle, él podía comportarse como cualquier turista puede: "A menudo salía solo, casi nadie me reconoció y pude vagar por ahí. En Hong Kong vi miles de personas que vivían en barcos pequeños en el puerto. Vi a los refugiados de Kowloon, y visité un club nocturno. Me gusta ver la vida. Un Beatle realmente nunca podría hacer eso".
Nicol actuó en un total de ocho shows hasta que Starr se reincorporó al grupo en Melbourne, Australia el 14 de junio. Fue incapaz de decirles adiós a los Beatles, se marchó mientras dormían y no quiso molestarlos en lo mínimo. En el Aeropuerto de Melbourne, Brian Epstein se presentó con él portando un cheque por 500 libras y un reloj de pulsera de la marca Eterna-matic en oro macizo con una inscripción que decía: "De Los Beatles y Brian Epstein para Jimmy, con aprecio y gratitud". No está claro si esta suma fue una prima o sus honorarios totales Nicol afirmó cantidades mucho mayores, diciendo: "Cuando Brian habló de dinero frente a ellos, me puse muy nervioso. Me pagaron 2.500 libras por actuación y un bono de 2.500 como prima por firmar. Ahora eso me había cubierto. Cuando John habló en voz alta protestando "¡Buen Dios, Brian harás la ganga loca!", pensé: esto se acabó, pero pronto volvió a decir "¡dale diez mil!" Todos se rieron y me sentí mucho mejor. Esa noche no pude dormir, ¡era un Beatle!". Estas sumas pudieron ser vastas en 1964 y nunca fueron verificadas. George Martin rindió tributo a Nicol al revelar los problemas que experimentó al tratar de ajustarse a una existencia normal nuevamente: "Jimmie fue un muy buen baterista quien vino a aprenderse las partes de Ringo muy bien. Hizo el trabajo de manera excelente, y luego se desvaneció en la obscuridad inmediatamente. Nicol expresaría su desilusión muchos años después: "Ocupar el lugar de Ringo fue la peor cosa que me haya sucedido", hasta entonces estaba tranquilo y feliz ganando treinta o cuarenta libras a la semana. Cuando los encabezados murieron, comencé a morir yo también". Nicol resistió la tentación de vender su historia, afirmando en una rara entrevista datada en 1987: "Después de que el dinero se acabó, pensé en hacerme de plata de alguna u otra forma. Pero el tiempo no era el adecuado. Y no quise colgarme de la fama de Los Beatles, ellos habían sido muy buenos conmigo".
Durante los breves diálogos con Los Beatles, Lennon y McCartney frecuentemente le preguntaban cómo se sentía y si sentía que estaba comprendiendo, a lo cual su respuesta siempre era. "It's getting better (mejorando)". Tres años después. McCartney se encontraba paseando con su perra Martha y con Hunter Davis (biógrafo oficial de Los Beatles), cuando salió el sol. McCartney comentó que el clima "estaba mejorando", y comenzó a reír, al recordar a Nicol. Este hecho inspiró la canción "Getting Better"(Mejorando) del álbum Sgt. Pepper's Lonely Hearts Club Band. McCartney hizo referencia a Nicol nuevamente en las cintas de Let It Be de 1969, al decir: "Creo que hallarás que no salimos al extranjero porque Ringo simplemente dijo que no quería salir al extranjero, ¿sabes?, puso los pies en el suelo. A pesar de que Jimmie si podría ir al extranjero".

## Trayectoria y vida posterior
Después de su paso por The Beatles, Nicol reformó a los Shubdubs. Lanzaron un sencillo con los temas "Husky"/"Don't Come Back", seguido por "Humpty Dumpty"/"Night Train", de los cuales ninguno fue éxito comercial. Nicol fue llamado nuevamente a suplir a otro baterista, cuando Dave Clark de The Dave Clark Five cayó enfermo reemplazándolo dentro de la banda por una temporada en Blackpool, Lancashire. Nicol fue recordado por cuan popular -aunque breve- había sido un Beatle, cuando recibió vía sistema postal una maleta con 5000 cartas de sus seguidores a través de un disc jockey australiano. Nicol envió un mensaje como respuesta a sus fanes agradeciéndoles y prometiendo que algún día regresaría a Australia permanentemente. Se reuniría nuevamente con los Beatles cuando su banda fue contratada para actuar en el Hipódromo de Brighton junto con The Fourmost el 12 de julio de 1964. En 1965 Nicol se declararía en bancarrota con una deuda que ascendía a las £4,066, justo nueve meses después de haber sido un Beatle. Tiempo después formaría la banda sueca The Spotnicks, grabando con ellos y recorriendo el mundo en dos ocasiones. Los abandonó en 1967 y se radicó en México estudiando samba y bossa nova, a la par fundó una empresa dedicada a la fabricación de botones. En 1975 regresó a Inglaterra y se dedicó a la construcción, más específicamente a la renovación de viviendas. En 1988 se rumoreó que Nicol había muerto, pero un artículo publicado en 2005 por el Daily Mail confirmó que aún estaba vivo en Londres.

## Discografía e histórico de performance
1950s Muchacho del coro en Honeywell Road School, Wandsworth, en Londres. (Percusionista) en la Boys Brigade. Cadete de Banda Militar (percusión y xilófono). Por corto tiempo Nicol también trabajó como reparador de baterías para la distribuidora británica Boosey & Hawkes
1957/1958 Colin Hicks & The Cabin Boys (Colin Hicks es el hermano menor de la estrella británica de Rock Tommy Steele).
Sencillos lanzados:
- Pye 7N15114 Wild Eyes And Tender Lips / Empty Arms Blues
- Pye 7N15125 La Dee Dah / Wasteland
- Pye 7N15163 Little Boy Blue / Jamabalaya

1959/60 Vince Eager and the Quiet Three.
1960: Oscar Rabin Band.
1961: Cyril Stapleton Big Band.
1961-1963: Trabajo de sesión (incluyendo trabajos con músicos de las orquestas de Ted Heath y Johnny Dankworth).
1964: The Shubdubs.
Sencillos lanzados:
- Humpty Dumpty / Night Train - Pye 7N15623 2/1964 / US: Mar-Mar Records 313 1964
- Husky / Please Come Back - Pye 7N15666 6/1964 (credited to 'Jimmy Nicol')
- Baby Please Don't Go / Shubdubery - Pye 7N15699 10/1964

1964 Abril / Mayo: De gira con Georgie Fame and The Blue Flames.
Junio: The Beatles (relevando temporalmente a Ringo Starr)
- 4 de junio de 1964: KB Hallen, Tivoli Gardens, Copenhagen, Denmark.
- 5 de junio de 1964: Treslong, Hillegom, Holland, (recording TV show, VARA).
- 6 de junio de 1964: Auction Hall (Veilinghal), Blokker, Holland.
- 9 de junio de 1964: Princess Theatre, Kowloon, Hong Kong.
- 12 de junio de 1964: Centennial Hall, Adelaide, Australia.
- 13 de junio de 1964: Centennial Hall, Adelaide, Australia.

1964/1965: Jimmy Nicol & The Shubdubs (touring).
Sencillos Lanzados:
- The Sound of Jimmy Nicol - Decca F12017

1965 / 1967 : The Spotnicks.
Sencillos lanzados por: The Spotnicks Introducing Jimmie Nicol
- Husky / Drum Diddley - SweDisc SWES 1111

A finales de 1967, Nicol vivió en México trabajando con grupos de samba y bossa nova. Se casó y tuvo un hijo, Howard, quien en los 90s fue acreedor a un premio como ingeniero de sonido por su trabajo en la colección de grabaciones de Los Beatles en la BBC.
1969 Jimmie Nicol Show:
- Jumpin' Jack Flash / Era Psicodélica Del A Go Go - Discos Orfeón LP-E-12-623 (México)(LP) (Cantado en Español).

1971 Blue Rain (Grupo Mexicano de Rock que grabó en la casa de Nicol).
Información recopilada de https://web.archive.org/web/20090415121414/http://www.pmouse.nl/nicol/

## Lecturas recomendables
- Badman, Keith (2000). The Beatles Off The Record.
- The Beatles (2000). The Beatles Anthology. Londres: Cassell & Co. ISBN 0-304-35605-0.
- Harry, Bill (1992). The Ultimate Beatles Encyclopedia. Londres: Virgin Books. ISBN 0-86369-681-3.

- Miles, Barry (1998). Paul McCartney: Many Years From Now. Londres: Vintage. ISBN 0-7493-8658-4.
- «Special Limited Edition # M-04951». Mojo. 2002.
- Norman, Philip (1993). Shout!. Londres: Penguin Books. ISBN 0-14-017410-9.
- «Collectors Limited Edition». Q. 2010.
- «Jimmie Nicol». The Beatles Bible (La Biblia de Los Beatles). Consultado el 3 de junio de 2010.